# Priser og nomineringer modtaget af Snoop Dogg
Dette er en liste over priser og nomineringer modtaget af den amerikanske rapper Snoop Dogg.

## Grammy Award-nomineringer
Snoop Dogg er blevet nomineret til en Grammy tretten gange, men har aldrig vundet en.
| År   | Kategori                                                             | Genre | Titel                                            | Resultat  |
| ---- | -------------------------------------------------------------------- | ----- | ------------------------------------------------ | --------- |
| 1995 | Bedste rap-præstation af en duo eller gruppe (med Dr. Dre)           | Rap   | "Nuthin' But a "G" Thang"                        | Nomineret |
| 1996 | Bedste solo rap-præstation                                           | Rap   | "Gin and Juice"                                  | Nomineret |
| 1996 | Bedste rap-præstation af en duo eller gruppe                         | Rap   | "What Would You Do"                              | Nomineret |
| 2000 | Bedste rap-præstation af en duo eller gruppe (med Dr. Dre)           | Rap   | "Still D.R.E."                                   | Nomineret |
| 2001 | Bedste rap-præstation af en duo eller gruppe (med Dr. Dre)           | Rap   | "The Next Episode"                               | Nomineret |
| 2003 | Bedste rap/sung-samarbejde (med Pharrell og Charlie Wilson)          | Rap   | "Beautiful"                                      | Nomineret |
| 2003 | Bedste rapnummer (med Chad Hugo og Pharrell Williams)                | Rap   | "Beautiful"                                      | Nomineret |
| 2004 | Bedste rap-præstation af en duo eller gruppe (med Pharrell Williams) | Rap   | "Drop It Like It's Hot"                          | Nomineret |
| 2004 | Bedste rapnummer (med Pharrell Williams)                             | Rap   | "Drop It Like It's Hot"                          | Nomineret |
| 2006 | Bedste rap/sung-samarbejde (med Akon)                                | Rap   | "I Wanna Love You"                               | Nomineret |
| 2009 | Bedste rapnummer                                                     | Rap   | "Sexual Eruption"                                | Nomineret |
| 2009 | Bedste solo rap-præstation                                           | Rap   | "Sexual Eruption"                                | Nomineret |
| 2011 | Bedste vokale pop-samarbejde                                         | Pop   | "California Gurls" (Katy Perry feat. Snoop Dogg) | Nomineret |

## Priser vundet
- MTV Europe Music Awards 2010
  - Bedste Video (Katy Perry "California Gurls" featuring Snoop Dogg)
- MTV Australia Video Music Awards 2007
  - Bedste Hip Hop Video ("That's That")
- MTV Video Music Awards 2006
  - Bedste Dansevideo ("Buttons" with The Pussycat Dolls)
- Los Angeles Chapter Recording Academy Honors 2006
  - Modtager (Snoop Dogg)
- MTV Australia Video Music Awards 2006
  - Bedste hip hop video ("Drop it Like It's Hot")
- The Billboard R&B/Hip-Hop Conference Awards 2005
  - Hot Rap Track ("Drop it Like It's Hot")
- MTV European Music Awards 2005
  - Bedste Hip-Hop Musiker
- MOBO Awards 2005
  - Bedste video ("Drop it Like It's Hot")
- Adult Video News awards 2004
  - Bedst sælgende bånd i 2003 ("Snoop Dogg's Hustlaz: Diary of a Pimp")
- Pretender Awards 2004
  - Snitch of the Year
- BET Awards 2003
  - Bedste samarbejde (med Pharrell)
- MTV Movie Awards 2002
  - Bedste gæsteoptræden ("Training Day" – 2001)[1]
- Urban Fashion Awards 2002
  - Bedste berømtheds-tøjkollektion ("Snoop Dogg Clothing")
- Adult Video News awards 2002
  - Bedste soundtrack ("Snoop Dogg's Doggystyle")
  - Bedst sælgende bånd i 2001 ("Snoop Dogg's Doggystyle")
- Stony Awards 2002
  - Årets Stener
- Source Awards 2002
  - Årets nye musiker, Gruppe (med Tha Eastsidaz)
- American Music Awards 1995
  - Favorit Rap/Hip-Hop Musiker
- Source Awards 1995
  - Årets musiker, Solo
  - Årets video ("Murder Was The Case")
- Billboard-hitliste sidst på året 1994
  - Top Billboard 200 Album Artist – Mandlige
  - Top R&B Album Artist
  - Top R&B Album Artist – Mandlige
- Rolling Stone's årlige meningsmåling 1994
  - Bedste rapper
- MTV Video Music Award 1994
  - Bedste rapvideo. ("Doggy Dogg World")
- Source Awards 1994
  - Årets nye musiker (Solo)
  - Årets sangskriver

## Andre nomineringer
- MTV Europe Music Awards 2010
  - Bedste sang (Katy Perry "California Gurls" featuring Snoop Dogg)
- MTV Europe Music Awards 2010 2010
  - Bedste Hip-Hop
- BET Hip-Hop 2008
  - Bedste Hip-hop Video [2]
- 2008 MTV Europe
  - Videostjerne[2]
- MTV Australia Video Music Awards 2007
  - Bedste Hook up video ("Buttons")
- Bet Awards 2006
  - Bedste Hip-hop Film (Boss'n Up – Instruktør: Dylan C. Brown)
- Radio Music Awards 2005
  - Årets sang/Urban and Rhythmic Radio ("Drop It Like It's Hot")
- Billboard Music Awards 2005
  - Årets rapsang ("Drop It Like It's Hot")
- MTV European Music Awards 2005
  - Bedste mandlige musiker
  - Bedste sang ("Signs")
- BET Awards 2005
  - Årets video ("Drop It Like It's Hot")
  - Bedste Collaboration ("Drop It Like It's Hot")
  - Bedste rapmusiker
- World Music Awards 2005
  - Bedst sælgende mandlige R & B kunstner
- MTV Video Music Awards 2005
  - Årets video ("Drop It Like It's Hot")
  - Bedste Hip-Hop Video ("Drop It Like It's Hot")
  - Seernes favorit ("Drop It Like It's Hot")
- MOBO Awards 2005
  - Bedste Single ("Drop It Like It's Hot" with Pharrell).
- Soul Train Awards 2005
  - ("Drop It Like It's Hot")
- Vibe Awards 2004
  - Hotteste hook:"Drop It Like It's Hot"
- Adult Video News awards 2004
  - Bedste ikke-Sex optræden : Snoop Dogg ("Snoop Dogg's Hustlaz: Diary of a Pimp")
- MTV Video Music Awards 2004
  - Bedste Hip-Hop Video. ("Holidae Inn" with Chingy and Ludacris)
- MVPA Video Awards 2004
  - Bedste Hip-Hop Video (Snoop Dogg feat. Pharrell Williams "Beautiful" / Prod Co: Partizan; Chris Robinson, dir.)
- BET Awards 2003
  - Bedste Mandlige Hip-Hop musiker
- Black Reel Awards 2003
  - Bedste Sang ("Undercova Funk (Give Up the Funk)")[1]
- California Music Awards 2003
  - Outstanding hip-hop album ("Paid Tha Cost To Be Da Boss")
- MTV Video Music Awards 2003
  - Bedste Hip-Hop Video ("Beautiful")
- Vibe Awards 2003
  - Årets frigivede video:"Beautiful"
  - Hotteste hook:"Beautiful"
  - Cooleste collaboration:"Beautiful"
- MVPA Video Awards Awards 2003
  - Årets soundtrack video (Snoop Dogg feat. Bootsy Collins – "Undercova Funk (Give Up the Funk)" from "Undercover Brother." Director: Gregory Dark. Production company: Atlas)
- Black Reel Awards 2002
  - Bedste Sang ("Just a Baby Boy")[1]
- 1. Årlige BET Awards  (19. juni, 2001):
  - Årets video ("The Next Episode" – Dr. Dre feat. Snoop Dogg, Nate Dogg)
- MTV Video Music Awards 2010
  - Bedste Rap Video ("Lay Low")
- Source Awards 2001
  - Årets musiker, solo
  - Årets album (Tha Last Meal)
  - Årets liveoptræden
  - Årets musikvideo (""Snoop Dogg (What's My Name II)"")
- Source Awards 2000
  - Årets musiker, Solo
  - Årets single ("Still D.R.E." Dr. Dre f/Snoop Dogg)
- Source Awards 1999
  - Årets musiker, Solo